# Lasianthus oblongifolius
Lasianthus oblongifolius là một loài thực vật có hoa trong họ Thiến thảo. Loài này được Bedd. mô tả khoa học đầu tiên năm 1868.